# Honda CBF-500
Honda CBF-500 je model motocyklu, vyvinutý firmou Honda. Řada motocyklů Honda CBF je určena především pro začátečníky. Je ideální branou do světa velkých motocyklů. Lehká a ovladatelná motorka s dvouválcovým, kapalinou chlazeným motorem o výkonu až 57 koní. Jízdní dynamikou nezklame ani zkušenější jezdce. Pro laika je vzhledově téměř nerozeznatelná od CBF-600, při bližším pohledu je patrný rozdíl – CBF-600 je čtyřválec, CBF-500 dvouválec.
Jak je u značky Honda běžné, nemá motocykl v základu hlavní stojan, ale pouze "policajta", tedy stojan vedlejší, jenž je vybaven pojistkou proti rozjezdu s vysunutým stojánkem, kdy při zařazení rychlostního stupně přeruší zapalování motoru, který se vypne. Na přání může být motocykl vybaven ABS.

## Další technické parametry
- Rám: jednoduchý páteřový ocelový
- Suchá hmotnost: 183 Kg
- Spotřeba paliva: 4 l/100 km